# Melittia marangana
Melittia marangana is een vlinder uit de familie van de wespvlinders (Sesiidae). De wetenschappelijke naam van de soort is voor het eerst geldig gepubliceerd in 1916 door Le Cerf.